# Tu choisiras la vie
Pour plus de détails, voir Fiche technique et Distribution.
Tu choisiras la vie (Alla vita) est un film dramatique franco-italien réalisé par Stéphane Freiss et sorti en 2022.
Il s'agit du premier long métrage de son réalisateur.

## Synopsis
Après la mort de son père et la séparation d'avec sa femme, Elio De Angelis décide d'accueillir une famille juive, les Zelnik, dans sa propriété pendant l'été.

## Fiche technique
Sauf indication contraire, les informations mentionnées dans cette section peuvent être confirmées par la base de données cinématographiques Unifrance,  présente dans la section « Liens externes ».
- Titre français : Tu choisiras la vie[1]
- Titre italien : Alla vita[2],[3]
- Réalisateur : Stéphane Freiss
- Scénario : Stéphane Freiss, Audrey Gordon, Caroline Deruas-Garrel, Laure Deschenes
- Photographie : Michele Paradisi
- Montage : Aline Hervé
- Musique : Giovanni Mirabassi
- Décors : Isabella Angelini
- Costumes : Florence Emir
- Production : Babe Films (Paris), Indiana Production (Rome)
- Société de production : G.L.M., Italian International Film
- Pays de production :  Italie (80 %) -  France (20 %)
- Langues originales : italien, français
- Format : Couleurs - 2,35:1
- Durée : 99 minutes
- Genre : Drame
- Dates de sortie :
  - Italie : 16 juin 2022
  - France : 28 août 2022 (Film francophone d'Angoulême) ; 25 janvier 2023 (sortie nationale)

## Distribution
- Lou de Laâge (VF : elle-même) : Esther Zelnik
- Riccardo Scamarcio (VF : Alexis Victor) : Elio De Angelis
- Pierre-Henry Salfati : Aaron Zelnik
- Astrid Meloni (it) : Silvia
- Nicola Rignanese (it) : Andrea
- Coraly Zahonero : Rivka
- Anna Sigalevitch : Rachel
- Natacha Krief : Tsipporah
- Jérémie Galiana : Ariel
- Anaël Guez : Ronnit
- Max Huriguen : Ilan
- Haïm Vital Salfati : Yehuda
- Liv Del Estal : Carla
- Fiorenza Tessari : Elena Rubini
- Luigi Diberti : Yaacov

## Production
Le tournage en extérieur s'est déroulé à Fasano et Cisternino (province de Brindisi) ainsi qu'à Monopoli (province de Bari) dans les Pouilles.